# Вардан Аревелци
Вардан Аревелци (ок. 1200 – 1271), известен още като Вардан Велики, е арменски историк, географ, философ, преводач, педагог и църковен деец. Вардан е един от ярките представители на арменската култура в периода XIII–XIV век, когато тя преживява бурен възход. Той също така е и сред най-интересните от гледна точка на българската история арменски средновековни автори.

## Биография
Роден в областта Гандзак в днешен Азербайджан, в началото Вардан вероятно е ученик на Мхитар Гош в манастира „Нор Гетик“, но в интелектуално отношение той се оформя под влиянието на игумена Вардапет Йовханнес Ванакан в манастира „Хоранашат“. Още като ученик Вардан показва забележителни способности и прави няколко превода от гръцки език. През 1239 или 1240 г. Вардан посещава като поклонник Йерусалим, а на връщане е гост на киликийския арменски цар Хетум I. По настояване на католикос Константин Вардан остава в Киликия до 1245 г. От Киликия Вардан заминава за Велика Армения (същинска Армения) като пратеник на киликийския католикос Константин. След приключването на мисията си, Вардан се установява в манастира „Св. Андрей“ при крепостта Кайен, където изгражда своя школа. Между 1256 и 1271 г. той живее в манастира „Хор Вирап“, където основава един от средновековните арменски университети. Междувременно, през 1264 г. е изпратен като посланик при монголския илхан Хулагу. През 1271 г. Вардан умира в манастира „Хор Вирап“.

## Произведения
Вардан оставя неголеми, но многобройни произведения – 8 панегирика, 2 поучения, 6 шаракана, 70 беседи и няколко молитви. Това са творбите му, имащи църковна тематика. Много по-важни са филологическите, историческите и географските му съчинения. Негово дело са трактатът „Тълкувание на граматиката“, „Ашхарацуйц“ на вардапета Вардан“ и „Всеобща история с тълкувание на вардапета Вардан“. Последната е написана в 1267 г.
„Ашхарацуйц“ на вардапета Вардан“ е съставен по образец на „Ашхарацуйц“ на Ананиа Ширакаци, но в нея има множество актуални за времето географски добавки. Сред тях са споменавания на дунавските прабългари, власите, русите и т.н. В това съчинение Вардан споменава също така и за прабългарите в Средна Азия, и то за период, не по-късен от 60-те години на VI век. Това сведение например липсва в „Ашхарацуйц“ на Ширакаци.
Съществуват значителен брой преписи на „Ашхарацуйц на вардапета Вардан“, в т.ч. и разширена редакция, като в пълния текст, включващ всички пасажи с посочване на съответния ръкопис, има очевидни късни добавки, не по-ранни от XV век. Изглежда, че добавки към основния текст на редакциите са правени периодично от отделни преписвачи, а големият брой ръкописи прави много трудно да се определи кога поне приблизително са правени интерполациите. Допълнително затормозява преводача липсата на факсимилета на всички ръкописи. Особено пикантно за четящия е да срещне сведения за свикания от император Теодосий църковен събор против Маркион, проведен в Константинопол. Може да се предположи, че късните добавки към „Ашхарацуйц“ на Вардан са направени поне от двама или трима, ако не и повече преписвачи. Най-късните добавки, към които несъмнено принадлежат споменаванията на Ъстъмпол (Истанбул), Измир и Змърин (вместо Смирна), не могат да са по-ранни от края на XV век, ако не и още по-късни. Езикът на тези късни допълнения е твърде различен от оригиналния текст на Вардан и се доближава до разговорния език.
„Всеобща история с тълкувание на вардапета Вардан“ също е забележително произведение, въпреки че до голяма степен е компилация на по-ранни автори. Тя започва още от времето на Адам и Ева и не е разделена на отделни глави, а е конструирана като непрекъснат текст.
Истински ценната за арменската история част от труда е тази, в която се описват събития от XII–XIII век, на част от които Вардан е съвременник. В историята на арменския вардапет обаче има сведения, които очевидно не са взети от известните днес по-ранни автори. Сред тях е едно уникално сведение за българо-арменска война в Кавказ, водена през 198 г. Има основание да се твърди, че по някаква неясна причина прабългарите, било то на Балканите, в Кавказ или в Средна Азия, са били за Вардан обект на специален интерес. Той е бил високообразован за времето си учен, но и като духовно лице и създател на висша учебна школа е имал достъп до редки и изчезнали днес древни арменски ръкописи. Това обяснява добрата му осведоменост по отношение на прабългарите, както и факта, че благодарение на Вардан Аревелци до нас са достигнали уникални сведения за нашата история. С творчеството си Вардан Велики се нарежда до Мовсес Хоренаци и Ананиа Ширакаци като изключително ценен източник на сведения за най-ранната прабългарска история.